# Leopardus pardalis
L'ocelotto oppure ocellotto, ocelot o ozelot (Leopardus pardalis Linnaeus, 1758), noto anche come gattopardo americano è un felino selvatico molto comune presente nel continente americano.
Il suo areale copre la maggior parte della porzione tropicale del Sudamerica, tutto il Centroamerica, le zone costiere del Messico fino al Texas a nord e all'isola caraibica di Trinidad a est. A nord del Messico, l'ocelotto si incontra regolarmente solo nell'estremità meridionale del Texas, sebbene siano stati registrati rari avvistamenti anche nelle zone meridionali dell'Arizona.
L'ocelotto è simile nell'aspetto a un gatto domestico. La sua pelliccia ricorda quella di un leopardo nebuloso o di un giaguaro e in passato era considerata di particolare pregio. Di conseguenza, centinaia di migliaia di ocelotti vennero uccisi per questo motivo. Tra il 1972 e il 1996 la specie venne classificata sulla Lista Rossa della IUCN tra le specie in pericolo vulnerabili; successivamente è stata inclusa tra quelle a rischio minimo.

## Etimologia
Il nome ocelotto e le sue varianti derivano dalla parola nahuatl ocelotl, con la quale, però, veniva indicato più spesso il giaguaro (Panthera onca) che questo felino. La parola nahuatl per indicare l'ocelotto è tlacoocelotl, traducibile letteralmente come "mezzo giaguaro".

## Tassonomia
L'ocelotto appartiene al genere Leopardus (nome scientifico al quale non fa capo la specie nota in italiano come leopardo), genere che, a seconda degli autori, raggruppa da sette a nove specie; i suoi parenti più stretti sono il gatto tigre od oncilla (L. tigrinus) e il margay (L. wiedii). In cattività è stato fatto incrociare con successo con margay, gatti tigre, gatti di Geoffroy, kodkod e addirittura con puma, dando vita a ibridi, ma molto probabilmente in natura non si incrocia con nessuna di queste specie.
Un po' come per tutta la classificazione dei felini, anche la tassonomia del genere Leopardus non è stata ancora compresa del tutto. In passato, per aggirare il problema, tutti i piccoli felini venivano raggruppati in un unico genere, Felis; molti testi indicano ancora come nome scientifico dell'ocelotto Felis pardalis.
Vi sono dieci sottospecie di ocelotti, che differiscono soprattutto per la colorazione del mantello; da nord a sud esse sono:
- L. p. albescens Pucheran, 1855 (Texas e Messico nord-orientale);
- L. p. sonoriensis Goldman, 1925 (Messico nord-occidentale);
- L. p. nelsoni Goldman, 1925 (Messico meridionale);
- L. p. pardalis Linnaeus, 1758 (regione compresa tra Messico e Honduras);
- L. p. aequatorialis Mearns, 1903 (Centroamerica meridionale e Sudamerica nord-occidentale);
- L. p. pseudopardalis Boitard, 1842 (regioni settentrionali del Sudamerica - Colombia e Venezuela);
- L. p. pusaeus Thomas, 1914 (Ecuador);
- L. p. melanurus Ball, 1844 (bacino amazzonico);
- L. p. mitis F. G. Cuvier, 1820 (diffuso dal Brasile centrale all'Argentina settentrionale);
- L. p. steinbachi Pocock, 1941 (endemico di una piccola area della Bolivia).

## Descrizione

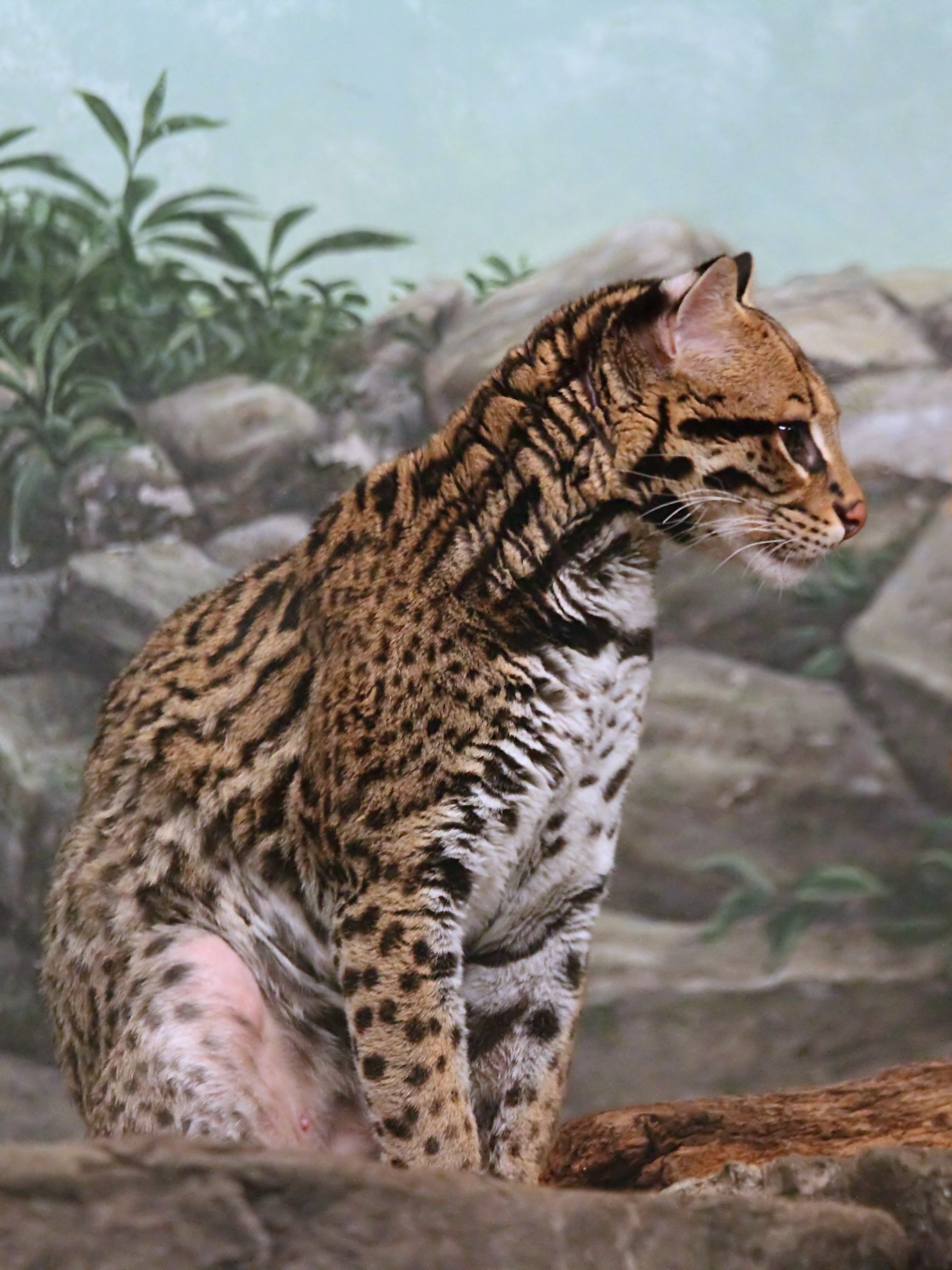
Esemplare allo Zoo di Cincinnati

Il colore di base della morbida pelliccia varia nella parte superiore dal grigio al bruno-giallastro fino all'arancione, a seconda dell'habitat: gli esemplari stanziati nelle foreste pluviali presentano tonalità virate più verso l'arancione o l'ocra, mentre quelli originari delle regioni aride sono di solito di colore grigio. La parte inferiore è sempre più chiara, solitamente di colore bianco. La pelliccia è ricoperta da una serie di macchie nere, dette anche pois, poste ad anello disposte in file longitudinali. L'interno delle rosette è un po' più scuro del colore di fondo del mantello. Su collo e spalle sono presenti delle strisce, mentre le zampe sono ricoperte da piccole macchie nere. Anche sulla coda vi sono delle macchie, disposte quasi a formare degli anelli attorno a essa. Lungo la faccia corrono due strisce longitudinali nere attorno agli occhi e al naso; sul dorso delle orecchie il pelo è più chiaro e vi spicca, come in altri felini, una macchia bianca. La disposizione delle macchie varia da un esemplare all'altro, e spesso addirittura da un fianco all'altro dello stesso animale.
L'ocelotto misura 80 cm circa di lunghezza (ai quali vanno aggiunti altri 40 cm di coda) e 9 kg di peso. Negli esemplari adulti il peso varia dagli 8,5 ai 15,8 kg e i maschi sono leggermente più grandi delle femmine.
La formula dentaria dell'ocelotto è I 3/3, C 1/1, P 2-3/2 e M 1/1, il che significa che su ogni semiarcata sono presenti tre incisivi, un canino, due o tre (sulla mascella) o due (sulla mandibola) premolari e un molare, per un totale di 28 o 30 denti. Come in tutti i felini, i carnassiali (l'ultimo premolare superiore e il primo molare inferiore) e i canini sono ben sviluppati.
I muscoli degli arti, particolarmente robusti, fanno di questo animale un ottimo arrampicatore. Le zampe anteriori sono più grandi di quelle posteriori e, come in tutti i felini, hanno cinque dita, mentre quelle posteriori quattro, tutte munite di artigli retrattili. Il tratto digerente è caratterizzato, come negli altri felini, da uno stomaco semplice e da un intestino breve. L'ocelotto è il felino con l'osso penico (baculum) più pronunciato, dal momento che nelle altre specie esso è degenerato o addirittura assente.

## Distribuzione e habitat
L'ocelotto, originario del continente americano, occupa un areale esteso dagli Stati Uniti meridionali all'Argentina settentrionale. È presente anche a Trinidad, ma manca su tutte le altre isole delle Indie occidentali. Negli Stati Uniti, in passato, esso era largamente diffuso dall'Arizona alla Louisiana, e resti fossili ritrovati in Florida lasciano supporre che in epoca preistorica fosse presente anche in tutto il Sud-est del Paese. Negli Stati Uniti, l'ocelotto vive unicamente nell'estremità meridionale del Texas, ove è presente una piccolissima popolazione di circa 100 esemplari. Nel Centro e Sudamerica esso è più numeroso, sebbene anche in tali zone il suo areale sia divenuto molto ristretto e frammentato a causa della deforestazione e dell'avanzata degli insediamenti urbani; le popolazioni più numerose si trovano nel bacino amazzonico.
Gli ocelotti occupano vari habitat, comprese foreste tropicali, paludi di mangrovie e foreste secche di montagna fino a 1 200 m di altitudine. Più raramente, si spingono anche nelle savane arbustive. In genere, cercano sempre di evitare le aree aperte, dal momento che le loro tecniche predatorie, basate sull'agguato, necessitano di una folta vegetazione per avere maggior successo.

## Biologia

### Territorio

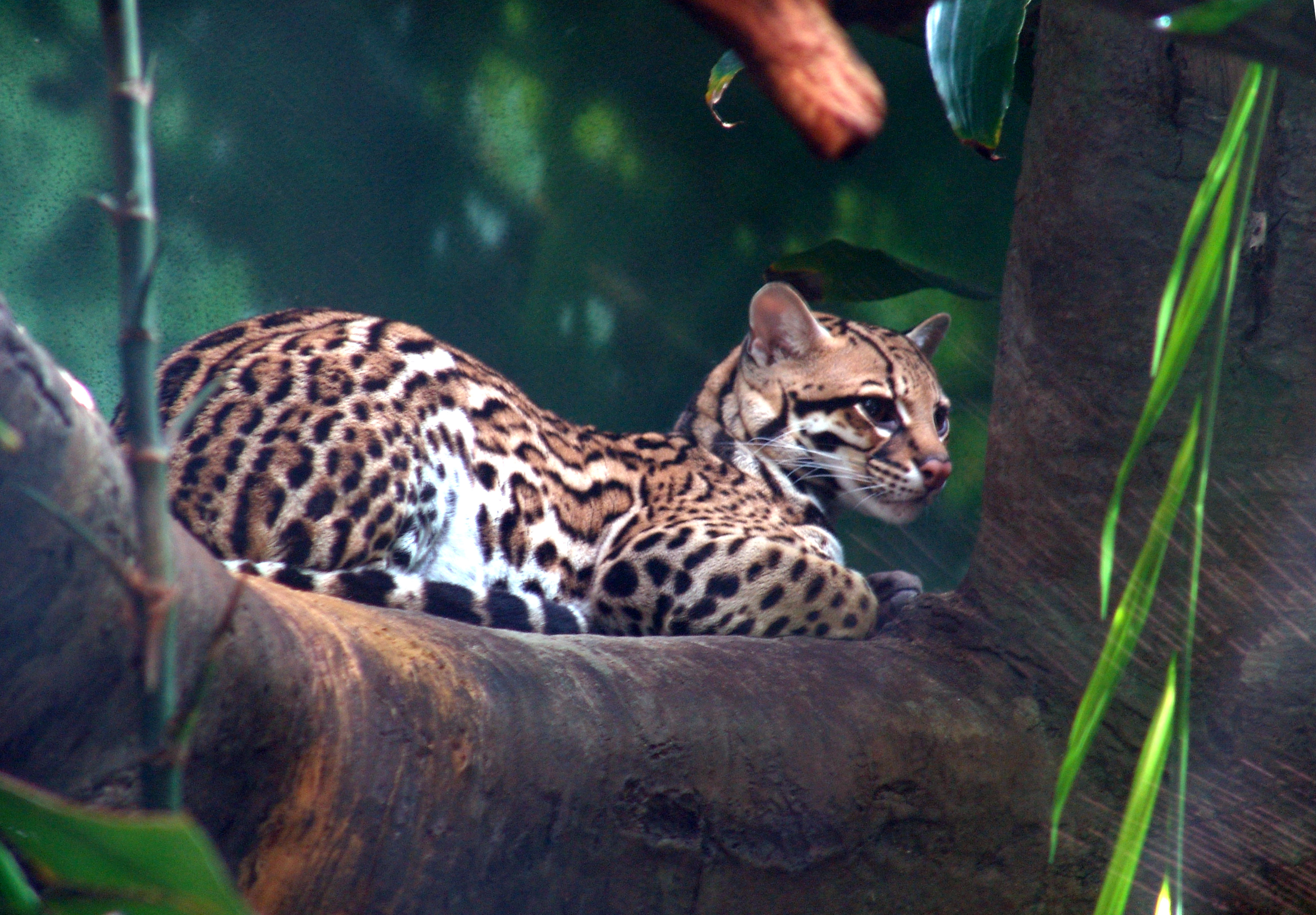
Ocelotto allo zoo di Seattle

Gli ocelotti sono generalmente animali solitari e notturni. Nelle giornate nuvolose o quando le temperature sono più fredde, possono talvolta andare in cerca di cibo anche durante il giorno, ma quasi sempre trascorrono le ore diurne dormendo in luoghi riparati, come cavità degli alberi e fitti cespugli, o sui rami. Nel proprio territorio ciascun animale possiede di solito vari luoghi dove riposare e raramente utilizza lo stesso posto per due giorni consecutivi. Sebbene la maggior parte dei felini delle dimensioni dell'ocelotti siano ottimi arrampicatori, esso caccia soprattutto al suolo. Se necessario, è in grado di nuotare anche piuttosto bene.
Le dimensioni dei territori sono variabili e dipendono, tra le altre cose, dal sesso e dal tipo di habitat: quelli dei maschi sono solitamente più grandi di quelli delle femmine e quelli situati in regioni ricche di prede sono meno estesi. La loro estensione varia dai 2 ai 31 km², ma gli animali generalmente ne occupano sempre l'area centrale, più piccola, di 2-10 km². I territori dei maschi si sovrappongono a quelli di più femmine, sebbene in alcune aree tali sovrapposizioni si riscontrino anche in territori di esemplari dello stesso sesso, sia maschi sia femmine. L'unica eccezione a questa regola sono gli esemplari giovani, la cui presenza nel territorio della madre viene tollerata da quest'ultima ancora per un po' di tempo.
La marcatura dei sentieri, dei territori di caccia, nonché il contatto con i conspecifici, avviene attraverso segnali visivi e olfattivi. Gli ocelotti lasciano i segni dei propri artigli sui tronchi degli alberi, spruzzano particolari oggetti con l'urina e depositano le proprie feci in luoghi dove sono ben visibili. I confini dei territori vengono difesi strenuamente dalle intrusioni di esemplari dello stesso sesso, e tali scontri possono sfociare anche in veri e propri combattimenti.

### Alimentazione
Gli ocelotti vanno a caccia di notte, spostandosi talvolta per vari chilometri all'interno dei propri territori. La loro dieta è composta prevalentemente da vertebrati, soprattutto da animali che non superano il chilogrammo. Tra i mammiferi le prede preferite sono roditori, come ratti spinosi, topi del Nuovo Mondo e porcospini, opossum e silvilaghi, ma talvolta gli ocelotti catturano anche animali più grandi, come coati, scimmie urlatrici, bradipi, tamandua e mazama. Sul loro menù compaiono inoltre uccelli (come hocco e tinami), rettili (come iguane, tartarughe e serpenti), anfibi e pesci. In quantità inferiori, mangiano anche invertebrati, come granchi e insetti vari.

### Riproduzione
Nelle regioni più settentrionali e meridionali dell'areale, l'accoppiamento ha luogo in autunno, mentre ai tropici, probabilmente, non vi è una stagione degli amori ben definita. Gli ocelotti, generalmente solitari, si incontrano unicamente per questo scopo, e una volta avvenuta la fecondazione i partner si separano di nuovo. L'estro dura circa sette-dieci giorni e, almeno nelle regioni più calde dell'areale, le femmine sono poliestrali, cioè vanno in calore più volte all'anno. Dopo un periodo di gestazione di circa 79-85 giorni, la femmina mette al mondo uno o due (raramente tre) piccoli.
Nelle settimane precedenti il parto la femmina allestisce un'apposita tana ove allevare i piccoli, la quale può essere situata nella cavità di un tronco, in un crepaccio o in una piccola caverna, o tra la folta vegetazione. L'allevamento dei piccoli è compito esclusivo della femmina, dal momento che il maschio non vi collabora affatto.
Alla nascita i piccoli pesano circa 200-280 g e misurano circa 23-25 cm di lunghezza. Aprono gli occhi verso i 14 giorni di età e iniziano a camminare dopo tre settimane. Tra le quattro e le sei settimane lasciano per la prima volta la tana e iniziano a seguire la madre quando essa va a caccia, ma solo a partire dall'ottava settimana iniziano ad assumere cibo solido. Sono del tutto svezzati dopo il terzo mese di vita.
Le femmine raggiungono la maturità sessuale verso i 18-22 mesi, i maschi verso i 30. La madre permette ai propri piccoli di girovagare entro il proprio territorio fino a quando essi hanno due o tre anni, ma poi essi devono abbandonarlo per andare a stabilirsi in una propria area.

### Nemici
L'aspettativa di vita allo stato selvatico è stimata sui dieci anni, ma in cattività gli ocelotti possono raggiungere anche vent'anni. Tra i loro nemici naturali ricordiamo boa, puma, giaguari e arpie.
La più grande minaccia per l'ocelotto, tuttavia, è costituita dall'uomo. Oltre alla caccia e alla distruzione dell'habitat, gli incidenti stradali, nelle regioni più densamente popolate, stanno divenendo sempre più una delle principali cause di mortalità per questo animale.

## Conservazione

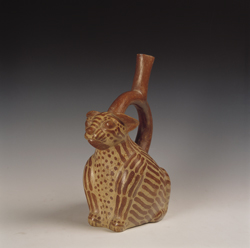
Scultura moche risalente al 200 d.C.

Il nome «ocelot» deriva dalla parola nahuatl ocelotl, ma in origine questa designazione, probabilmente, si riferiva al giaguaro. L'animale compare nella mitologia degli Aztechi: nella cosmogonia di questo popolo, infatti, la prima età era nota come nahui-ocelotl («[Età dei] Quattro Giaguari») e nel calendario esistevano giorni chiamati ocelotl. Gli artigli e le pelli di ocelotto venivano utilizzati per confezionare abiti da cerimonia e anche il dio Quetzalcoatl veniva raffigurato con orecchini fatti con gli artigli di questo animale.
In Europa, questa specie di felino è nota soprattutto per le pellicce, che erano considerate di gran pregio in pelletteria. Per questo motivo è stato uno dei felini ad aver subito una persecuzione maggiore, basti ricordare che tra gli anni sessanta e la metà degli anni settanta ogni anno ne venivano messe in commercio fino a 200 000 pelli. Negli Stati Uniti una pelliccia di ocelotto poteva raggiungere un prezzo di 40 000 dollari. Fino agli anni ottanta, la Repubblica Federale Tedesca era una delle maggiori importatrici. Nel 1986 la Comunità Europea vietò l'importazione delle pelli di ocelotto e a partire dal gennaio 1990 ne è assolutamente proibito il commercio.

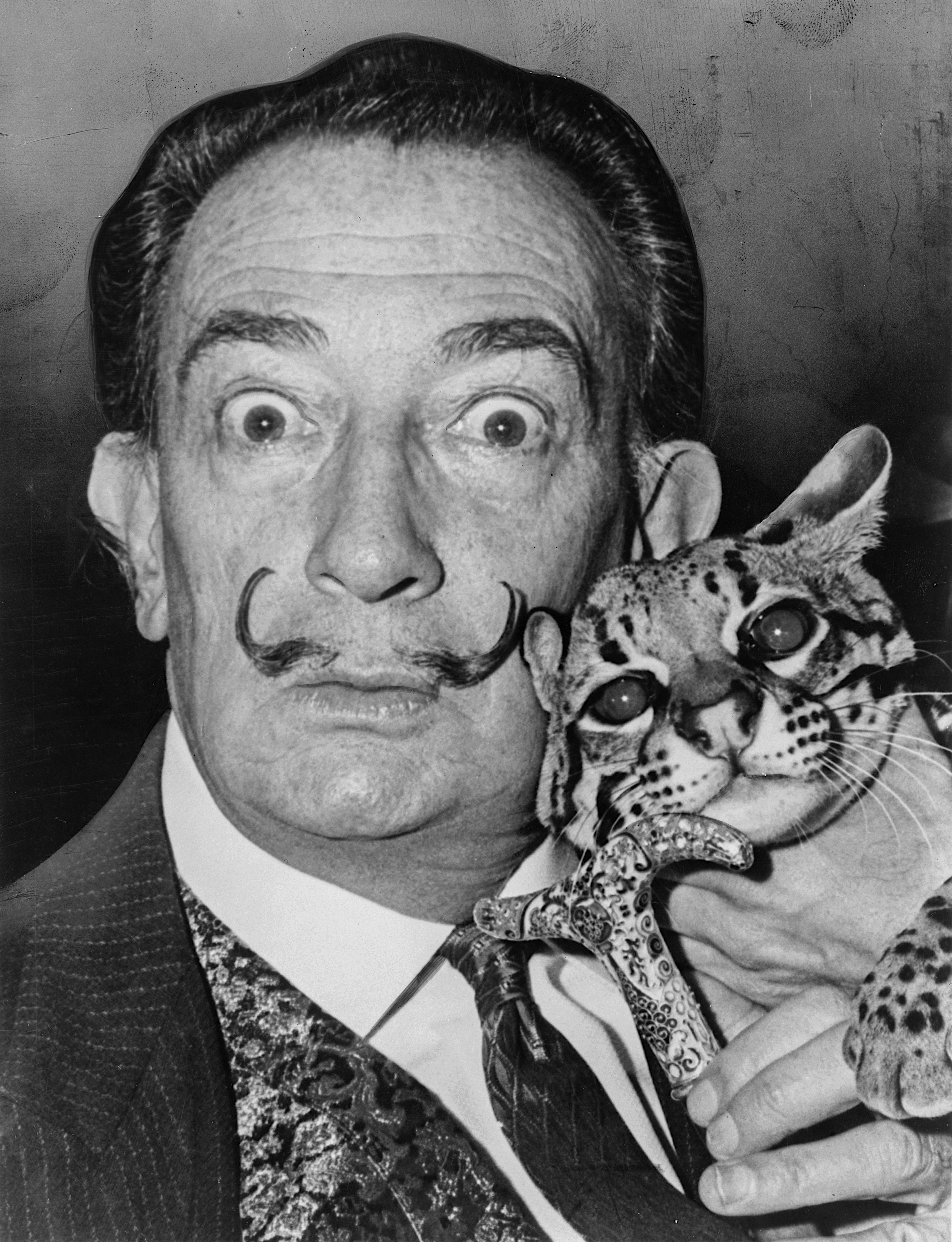
Salvador Dalí con il suo ocelotto Babou

Un'altra minaccia per la specie è costituita dal suo impiego come animale da compagnia, dal momento che per impadronirsi dei piccoli i cacciatori abbattono le madri. Questa pratica, tuttavia, è scesa fino a livelli insignificanti, visto che l'ocelotto è protetto in quasi ogni Paese del suo areale e che compare già dal 1989 nell'Appendice I della Convenzione sul commercio internazionale delle specie minacciate di estinzione (CITES). Tuttavia, secondo la IUCN, il commercio illegale di pelli e di esemplari da vendere come animali da compagnia continua tuttora, malgrado la Convenzione vieti qualsiasi commercio di prodotti ricavati da ocelotti, comprese anche vendite private e vendite di oggetti usati prodotti quando il commercio era legale.
Il maggior rischio per l'ocelotto è costituito dalla distruzione dell'habitat. Dal momento che questo animale necessita di una fitta copertura di vegetazione, soffre molto a causa dei mutamenti nell'ambiente in cui vive, dato anche il suo tasso riproduttivo relativamente basso. A causa della sua vasta area di distribuzione, comunque, la IUCN non lo inserisce tra le specie in pericolo. Le stime parlano di una popolazione costituita da oltre 50 000 esemplari, ma in diminuzione. Di particolare attenzione necessita la sottospecie L. p. albescens, diffusa unicamente nel Texas meridionale e nel Messico nord-orientale, la cui popolazione totale è stimata a meno di 250 esemplari. Il pericolo principale per questa sottospecie è costituito dagli incidenti stradali. Come misure di protezione, nella Contea di Cameron (Texas), la contea statunitense con la più alta popolazione di ocelotti, vengono preservati i boschetti dove la specie sopravvive, sono stati creati dei corridoi tra le chiazze di habitat rimaste e dei sottopassaggi lungo le strade; è stato inoltre messo al bando l'impiego di tagliole e trappole.